# キャリー (小説)
『キャリー』（Carrie）は、スティーヴン・キングが1974年に発表した最初の長編小説。
念動能力（テレキネシス）を持つ少女が、母親からの虐待と、クラスメイトのいじめによって精神不安定に陥り、その能力によって殺戮を起こし、町を破壊する物語である。
1976年、アメリカでブライアン・デ・パルマにより映画化された。

## あらすじ
ユーイン・エレメンタリー・スクールに通う少女キャリーは早くに父親を亡くし、狂信的な母親に育てられていた。暗い性格で、いつもおどおどしているキャリーはいじめっ子たちにとって格好の標的であった。
そんなある日、バレーボールの授業の後にシャワーを浴びていたキャリーは、初潮を経験する。母親から性教育を受けていなかった彼女はパニックに陥り、それをクラスメートのクリス達がはやしたてるが、担任教師のデジャルダンによって収束される。クリス達はキャリーをいじめた罰としてプロムに出席できなくなってしまい、キャリーを逆恨みする。一方、一緒にはやしたてたスーザンは罪滅ぼしとして、自分の幼馴染みであるトミーに、キャリーをプロムに連れて行くように頼むのだった。

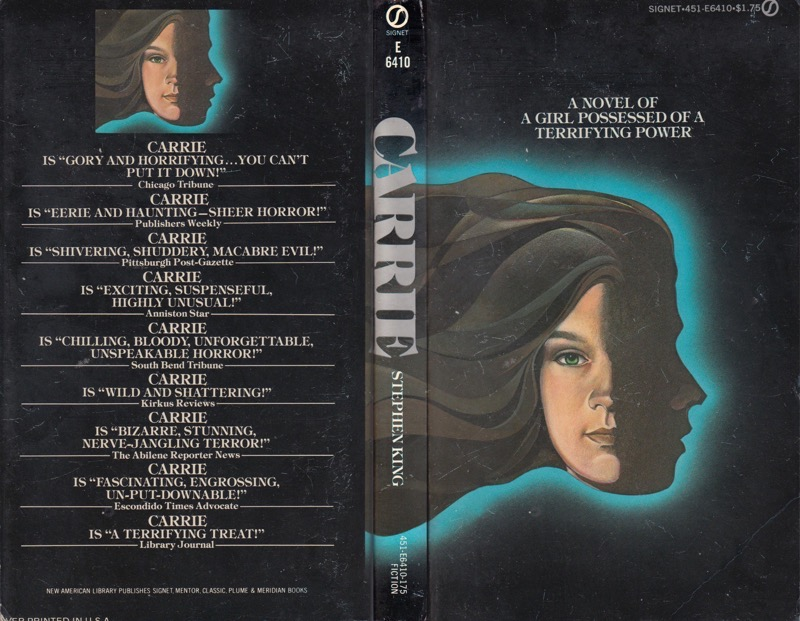
1975年版のカバー

母親はプロムに行くことを禁じるが、キャリーは「みんなに溶け込みたい」という意志を主張し、生まれて初めての反抗をする。自分で縫ったドレスを着こみ、希望と不安との入り混じった気持ちでプロムへと向かうキャリー。しかしクリスとボーイフレンドのビリーは、彼女を笑いものにするためのある計画をたくらんでいた。

## 登場人物
“キャリー”キャリエッタ・ホワイト
主人公。ユーイン・エレメンタリー・スクールの6年生。地味な容姿で気が弱く、根暗なのでいじめの標的されている。幼い頃から念動能力（サイコキネシス）を持っている。
トミーに初めてプロムに誘われた。
マーガレット・ホワイト
キャリーの母。狂信的なまでにカトリックを信仰しており、キャリーを汚れた子扱いする。娘が「女」として目覚めることを極端に恐れている。
スーザン・スネル
ユーイン・エレメンタリー・スクールの6年生。通称は「スー」。才色兼備で気だても良い美少女。
彼女もキャリーをいじめていたが、罪滅ぼしとして、幼馴染みのトミーとプロムに出席してほしいとキャリーに言う。
一部始終を目撃し、その後の惨劇の生き証人となった。
トミー・ロス
ユーイン・エレメンタリー・スクールの6年生。スーザンの幼馴染みで、品行方正。キャリーとプロムでペアを組む。
プロムの惨劇でバケツに頭が当たって気絶した。
クリス・ハーゲンセン
ユーイン・エレメンタリー・スクールの6年生。父親が弁護士で、女子の中心的存在。スーザンと人気を二分する美少女で、キャリーをいじめる。
プロムに出席できなくなったことでキャリーを逆恨みし、キャリーを笑い者にする計画をボーイフレンドのビリーと立てる。
ビリー・ノーラン
ユーイン・エレメンタリー・スクールの6年生。クリスのボーイフレンドで不良少年。
クリスの言うことは何でも聞き、彼女とともに恐ろしい計画を立てる。
ミス・デジャルダン
キャリーのクラスの担任教師。
キャリーの数少ない理解者。彼女をいじめたクリス達にプロムへの参加禁止、それが嫌なら毎日居残りで授業とクリス達に宣告する。

## 日本語訳
- 永井淳訳『キャリー』（1975年、新潮社/1985年、新潮文庫 ISBN 978-4102193044）

## 関連作品
映画
- キャリー (1976年の映画) - 1976年、アメリカ。ブライアン・デ・パルマ監督、シシー・スペイセク主演。
- キャリー2 - 1999年。アメリカ。1976年版の続編。
- キャリー (2002年の映画) - 2002年。アメリカ。テレビドラマのパイロット版として企画されたが、単発のテレビ映画として公開された。
- キャリー (2013年の映画) - 2013年、アメリカ。キンバリー・ピアース監督、クロエ・グレース・モレッツ主演。

ミュージカル
-  Carrie: The Musical - 1998年にブロードウェイで上演されたが、わずか5回で終了した。その後、改訂版が2012年にオフ・ブロードウェイで上演されている。